# 第30届八国集团首脑会议
第30届八国集团首脑会议（英語：30th G8 summit），于2004年6月8日–10日在美国佐治亚州海岛举行。

## 与会国家及其首脑

### 八国集团
- 加拿大总理：保罗·马丁
- 法國总统：雅克·希拉克
- 德国总理：格哈特·施罗德
- 義大利总理：西尔维奥·贝卢斯科尼
- 日本首相：小泉純一郎
- 俄羅斯总统：弗拉基米尔·弗拉基米罗维奇·普京
- 英国首相：托尼·布莱尔
- 美国总统：乔治·沃克·布什

### 其他人物
- 联合国秘书长：科菲·安南
- 欧盟主席：罗马诺·普罗迪、伯蒂·埃亨